# نگویسکی
نگویسکی (به لاتین: Niwiski) یک روستا در لهستان است که در گمینا موکوبوده واقع شده‌است.